# دانيال أغيلار
دانيال أغيلار (بالإسبانية: Daniel Aguilar) هو لاعب كرة قدم مكسيكي في مركز الوسط، ولد في 6 فبراير 1998 في غوادالاخارا في المكسيك. لعب مع نادي أطلس.

## وصلات خارجية
- دانيال أغيلار على موقع قاعدة بيانات كرة القدم.إي يو (الإنجليزية)
- دانيال أغيلار على موقع Soccerway.com (الإنجليزية)